# Tokuda Rinsai

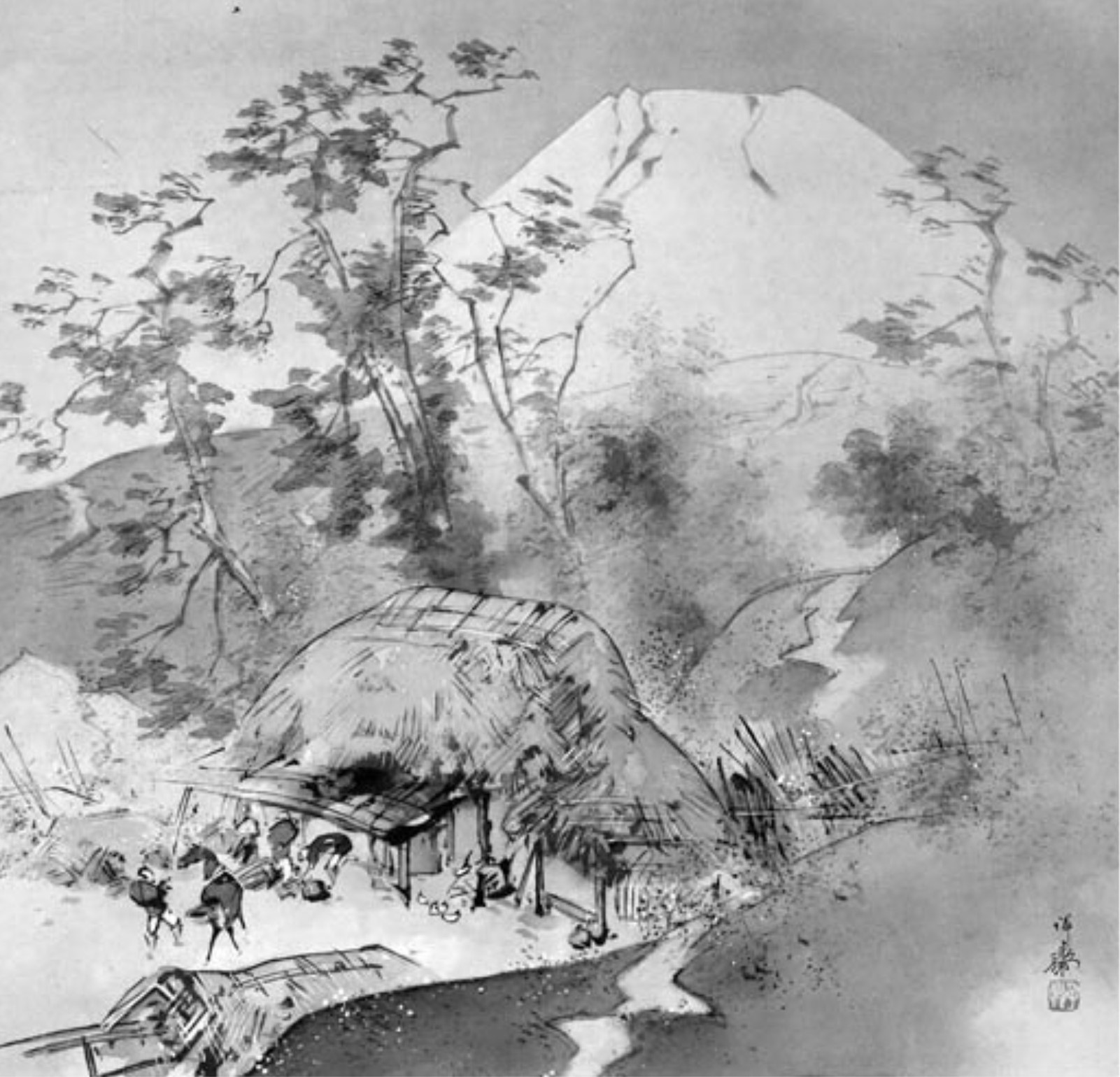
Fuji hinter Bäumen, 1942

Tokuda Rinsai (japanisch 徳田 隣斎; geboren 1880 in Kyōto; gestorben 1947) war ein japanischer Maler der Nihonga-Richtung.

## Leben und Werk
Tokuda Rinsai studierte Malerei zunächst unter Maewkawa Bunrei (前川 文嶺; 1837–1917), später unter Takeuchi Seihō. 1903 erhielt er auf er 15. „Nationalen Ausstellung zur Förderung der Wirtschaft“ (内国勧業博覧会, Kokunai kangyō hakurankai) eine Anerkennung. 1907 wurde er auf der 1. Ausstellung der „Bunten“ zugelassen und auf der 2. (1908) mit einem Preis 3. Klasse ausgezeichnet. Auf der 4. (1910) und 9. (1915) fand er mit seinen Bildern Anerkennung.
Ab der 12., nun „Teiten“ genannten Ausstellung im Jahr 1931 wurden Tokudas Bilder zur Annahme empfohlen. In dem Jahr war er auch auf der „Ausstellung japanische Malerei“ in Berlin zu sehen. Ab der 1., nun „Shin-Bunten“ genannten Ausstellung 1937 konnte er juryfrei ausstellen, was er dann bis zur 6. (1943) tat.
Tokuda stand in Verbindung mit der „Kyōto Bijutsu Kyōkai“ (京都美術協会), später der „Moto Kyōkai“ (素協会) und anderen Künstlervereinigungen. Bereits seit 1910 war er Teilzeit-Lehrkraft an den städtischen Kunstschulen „Kyōto shiritsu kaiga semmon gakkō“ (京都市立絵画専門学校), der „Kyōto shiritsu bijutsu kōgei gakkō“ (京都市立美術工芸学校) und an anderen Einrichtungen. 1922 wurde er an der „Bijutsu kōgei gakkō“ Professor, 1930 schied er dort aus.

## Bilder

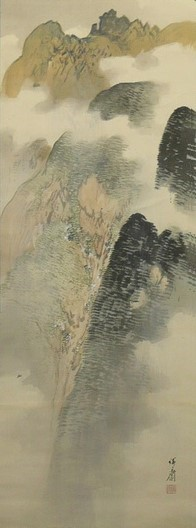
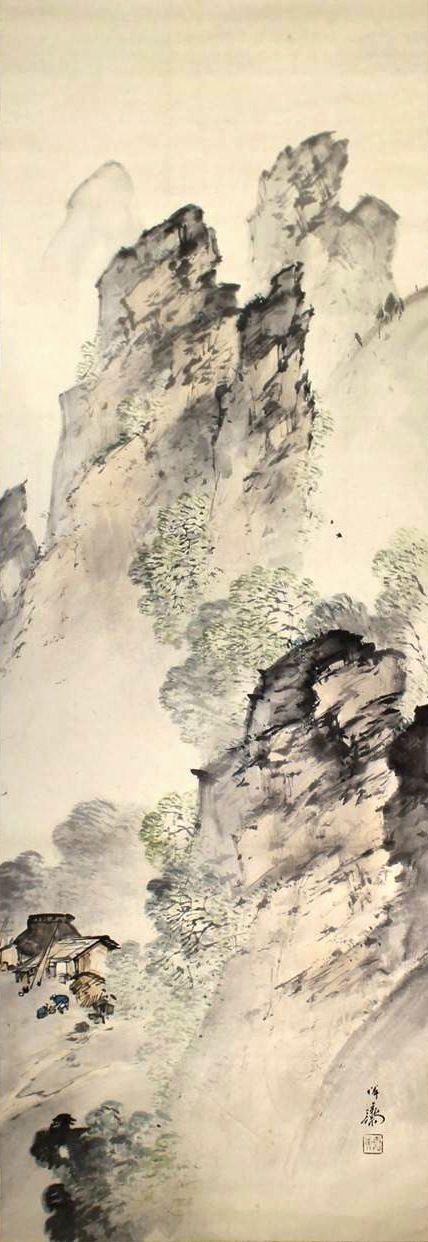
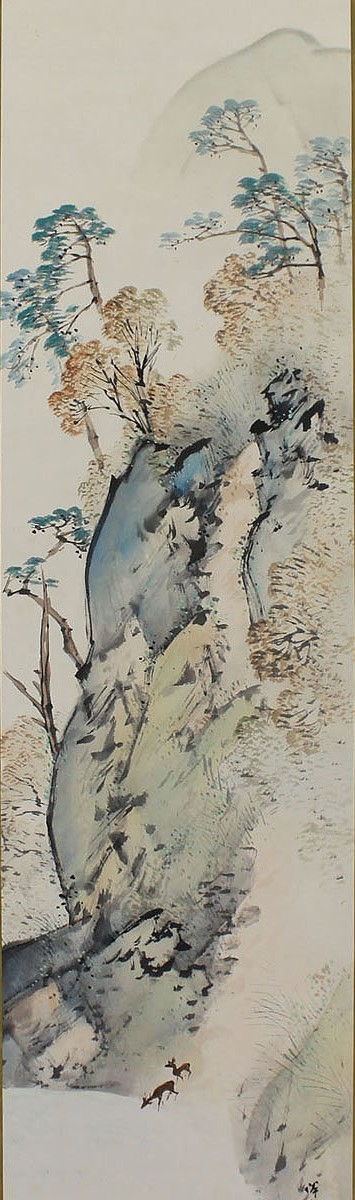
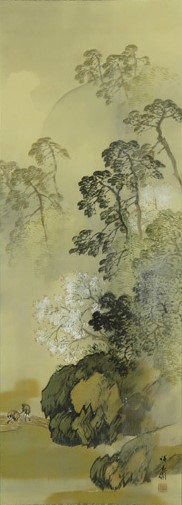
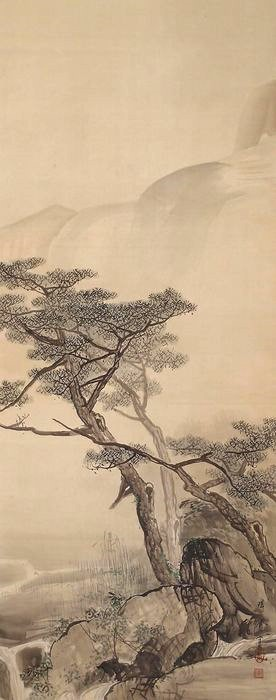